# François de Charette
François-Athanase de Charette de La Contrie, o più semplicemente François de Charette (Couffé, 21 aprile 1763 – Nantes, 29 marzo 1796), è stato un generale e politico francese.
Si oppose alla repubblica combattendo nella sua regione del sud della Bretagna e in Vandea. Fu uno dei più importanti capi militari del movimento insurrezionale che ha combattuto nelle guerre di Vandea. Fu chiamato "Il re della Vandea" (in francese Le Roi de La Vendée).

## Biografia
Nasce a Couffé, vicino Ancenis, da una famiglia della nobiltà francese. Nel 1779, entra nella scuola della Marina francese, in seguito servì sotto il conte Picquet de la Motte e dell'ammiraglio de Guichen, nel 1787 ottiene il grado di tenente di vascello, partecipò ad undici campagne, di cui qualcuna fatta in America.
Sposa il 25 maggio 1790 Marie-Angelica Josnet e si stabilisce nel maniero di Fonteclause, vicino a La Garnache. Si dedicò alla caccia e non mancò ad alcun ballo dei castelli circostanti. Benché disapprovi il principio dell'emigrazione, parte per Coblenza in Germania, ma non tarda a ritornare in Francia per difendere la famiglia reale alle Tuileries, il 10 agosto 1792. Sfugge al massacro, ma sul cammino di ritorno viene fermato ad Angers e rilasciato grazie all'intervento di Dumouriez.
Il 27 marzo 1793, nella regione di Machecoul dove ha avuto luogo il massacro, accetta di mettersi alla testa dei contadini venuti a cercare il loro comandante al maniero di Fonteclose. All'inizio i suoi seguaci erano armati soltanto di forconi e di fucili di caccia e per di più indisciplinati; in seguito Charette recluta elementi più preparati, fra cui i disertori repubblicani ed una cavalleria d'élite composta da nobili e da borghesi armati a proprie spese. Il 30 aprile 1793, riesce ad impedire ai repubblicani di prendere Legé.
Dopo la presa di Saumur nel giugno 1793, si aggiunge all'esercito cattolico e reale e Lescure gli chiede di partecipare alla presa di Nantes, ma si troverà solo dinanzi alla città. Due settimane più tardi, è nuovamente presente senza gli altri gruppi, mentre doveva essere un attacco combinato. Le sue perdite furono elevate, mentre i repubblicani andarono al contrattacco dopo la perdita di quattro cannoni.
Il giorno della festa del lavoro (il 19 settembre 1793), partecipa alla vittoria di Tiffauges, ma disubbidisce con Lescure e non inseguì Kléber.
Il 30 settembre 1793, i cannoni nell'isola di Noirmoutier fanno arretrare le sue truppe. Ma il 12 ottobre fa un secondo tentativo riuscendo a prendere tutta l'isola dopo aver costretto la guarnigione repubblicana ad arrendersi a causa della netta inferiorità numerica. Gli 800 uomini della guarnigione vengono fatti prigionieri e, nonostante i suoi ordini, un suo ufficiale dopo che Charette abbandona l'isola ne fa fucilare circa 200 che si erano ribellati nelle prigioni. Questo avviene anche perché tra quei prigionieri vi erano i cacciatori della Manica, responsabili delle esecuzioni sommarie avvenute a Machecoul a fine aprile.
Sentendosi disprezzato, si separa dei capi dell'esercito vandeano e prosegue la lotta da solo con azioni di guerriglia.
Nel 1794, si impossessa del campo repubblicano di Saint-Christophe, vicino a Challans, ma meno di un mese più tardi il generale Nicolas Haxo con seimila uomini costringe Charette a fuggire. Ma il 20 marzo Charette si scontra nuovamente con Haxo a Les Clouzeaux, i vandeani in superiorità numerica costringono i repubblicani alla fuga e Haxo, che era rimasto ferito durante il combattimento, viene abbandonato dai suoi 300 uomini e quindi ucciso dai vandeani. L'esercito repubblicano che non era corso in suo aiuto, per esimersi da ogni responsabilità, dichiara che Haxo si era suicidato per non cadere in mano nemica.
Stavano finendo le munizioni, così Charette firmò con i rappresentanti repubblicani al castello di La Jaunaye, vicino a Vertou, il 17 febbraio 1795 un trattato che stabiliva la libertà religiosa ed esentava gli insorti dal servizio armato, ma l'armistizio durò soltanto cinque mesi.

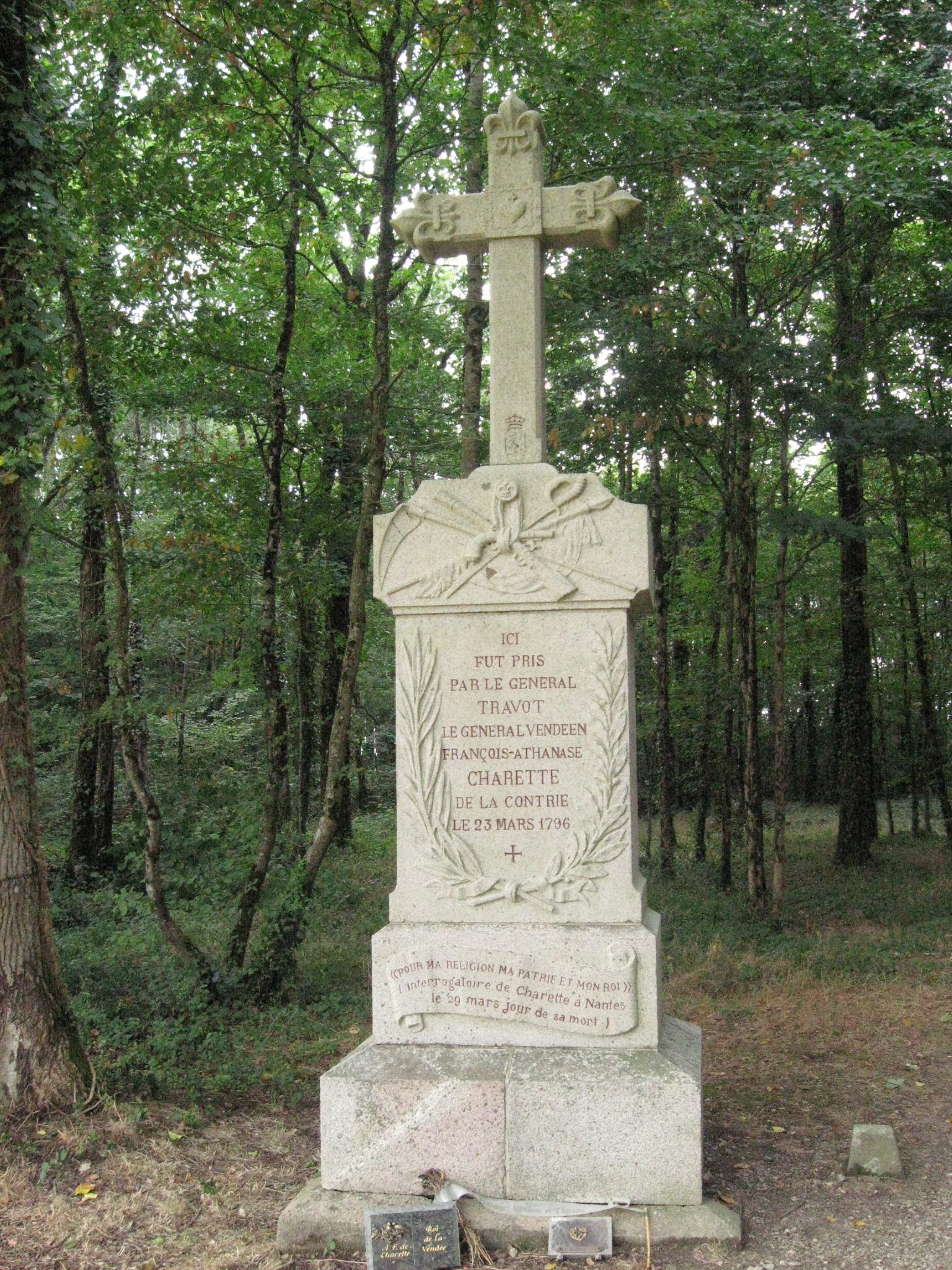
Croce dedicata a Charette nel luogo della sua cattura

Nel giugno 1795, riprende le armi al momento dello Sbarco a Quiberon, ricevette polvere da sparo, armi e fondi dagli inglesi a Saint-Jean-de-Monts il 10,11 e 12 agosto 1795, ma viene sconfitto da Hoche. Nel luglio, il futuro re Luigi XVIII gli scrive per conferirgli il grado di generale dell'esercito cattolico e reale.
Nell'ottobre 1795 tenta di organizzare l'arrivo del conte di Artois, secondo fratello di Luigi XVI in Vandea e si portò sulla costa con 15.000 uomini quando il principe si trovava sull'isola di Yeu. Il futuro Carlo X non raggiunse il continente e Charette venne poco a poco abbandonato dalle sue truppe. Charette pensò allora di unirsi con le bande di Stofflet che si battevano ancora nell'Angiò.

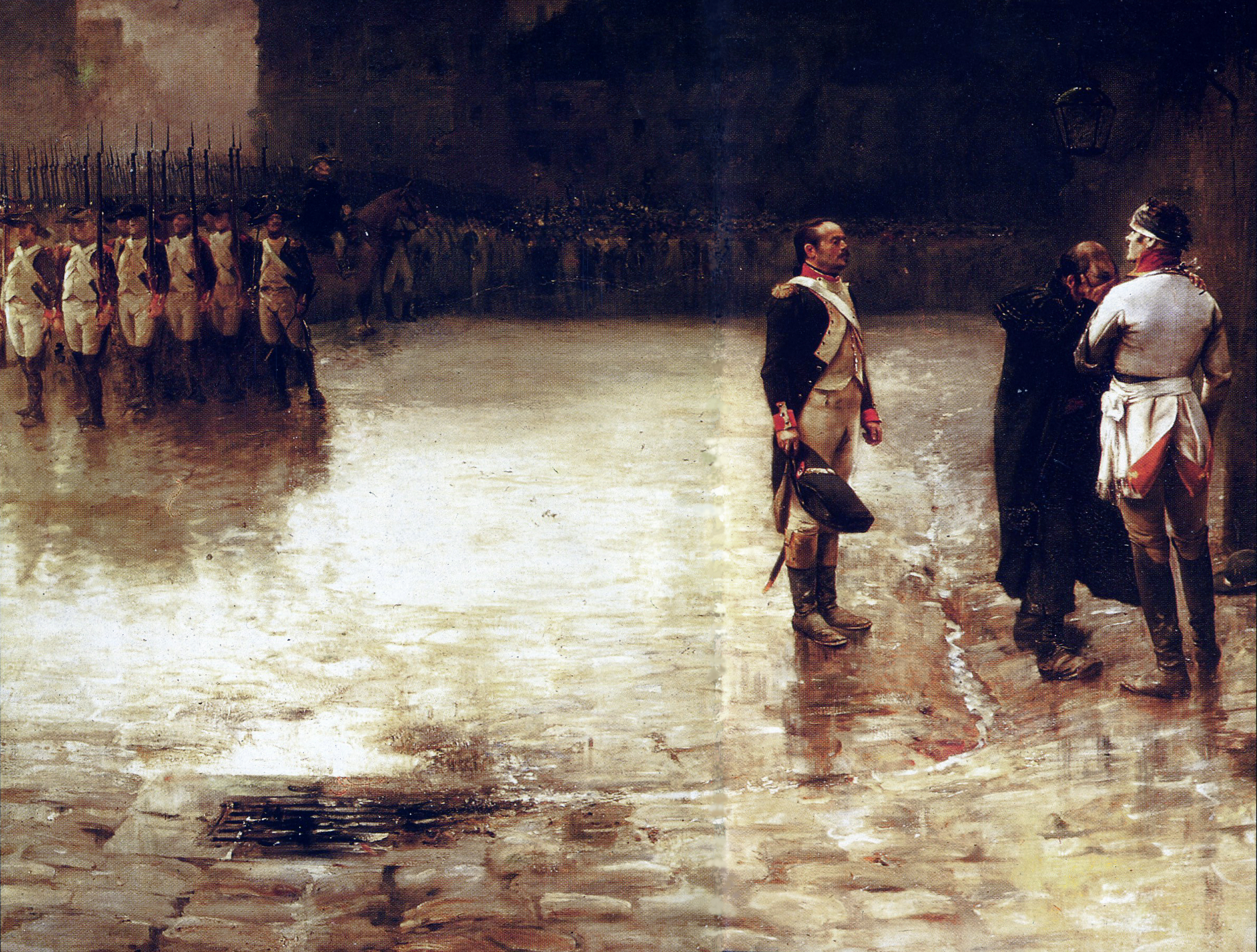
Fucilazione di Charette

Le colonne repubblicane vennero ad occupare la regione e Charette venne catturato dal generale Travot il 23 marzo 1796, nei boschi della Chabotterie (comune di Saint-Sulpice-le-Verdon) seguito solamente dagli ultimi 32 fedelissimi. Venne condannato a morte, e fucilato il 29 marzo 1796 in piazza Viarmes a Nantes. Rifiuterà di venire bendato ed ordinerà lui stesso di fare fuoco.
Il suo motto è stato: "combattuto spesso, sconfitto a volte, abbattuto mai".
Il suo pronipote, Athanase de Charette de la Contrie (1832-1911) fece la carriera militare in Italia ed in Austria prima di comandare dal 1860 al 1870 gli Zuavi pontifici dell'esercito pontificio, e di partecipare come generale di brigata alla guerra in difesa della Francia contro i prussiani nel 1870.